# Cantó d'Autvilar
El cantó d'Autvilar és un cantó francès del departament de Tarn i Garona, situat al districte de Los Sarrasins. Té 10 municipis i el cap és Autvilar.

## Municipis
- Autvilar
- Bardigas
- Donzac
- Dunas
- Mèrles
- Lo Pin
- Sent Cirici
- Sent Lop
- Sent Miquèu
- Cistèls

## Història
| Data d'elecció                           | Identitat        | Partit | Qualitat |
| ---------------------------------------- | ---------------- | ------ | -------- |
| 1982-1994                                | André Vidalot    | MRG    |          |
| 1994-                                    | Pierre Guillamat | PRG    |          |
| les dades anteriors no són pas conegudes |                  |        |          |
|                                          |                  |        |          |